# Fahad Talib
Fahad Talib (21 de outubro de 1994) é um futebolista profissional iraquiano que atua como goleiro, atualmente defende o Al-Quwa Al-Jawiya.

## Carreira
Fahad Talib fez parte do elenco da Seleção Iraquiana de Futebol nas Olimpíadas de 2016.